# Bampsia lawalreana
Bampsia lawalreana är en flenörtsväxtart som beskrevs av S. Lisowski och R. Mielcarek. Bampsia lawalreana ingår i släktet Bampsia och familjen flenörtsväxter. Inga underarter finns listade i Catalogue of Life.